# André Phillips
André Lamar Phillips (* 5. září 1959 Milwaukee, Wisconsin) je bývalý americký atlet, jenž se v roce 1988 stal v Soulu olympijským vítězem v běhu na 400 metrů překážek.
Většinu své kariéry byl ve stínu Edwina Mosese, kterého porazil pouze jednou, zato v olympijském finále. Na prvním atletickém mistrovství světa v Helsinkách v roce 1983 skončil ve finále na 400 metrů překážek pátý. Jediný titul mistra USA v této disciplíně získal v roce 1985. Ve finále běhu na 400 metrů překážek na olympiádě v jihokorejském Soulu v roce 1988 zvítězil v novém olympijském rekordu 47,19 s, Moses skončil v tomto závodě třetí.
Po skončení aktivní kariéry se stal učitelem na střední škole.